# Elwood Ullman
Elwood Ullman (* 27. Mai 1903 in Memphis, Tennessee; † 11. Oktober 1985 in Hollywood, Kalifornien) war ein US-amerikanischer Drehbuchautor, der einmal – versehentlich – für den Oscar für die beste Originalgeschichte sowie – nunmehr regulär – den Preis der Writers Guild of America (WGA Award) für das beste Musical nominiert war.

## Leben
Ullman, dessen Familie Eigentümer einer Whiskey-Brennerei war, verzichtete auf einen Eintritt als Manager in das Unternehmen und zog stattdessen eine Tätigkeit als Schriftsteller vor. Zunächst verfasste er humoristische Geschichte für Zeitschriften wie Captain Billy’s Whiz Bang, Life, aber auch Tageszeitungen in New York City und St. Louis.
Durch Vermittlung des Drehbuchautors Jack Natteford begann Ullman 1932 seine Tätigkeit als Drehbuchautor und gab sein Debüt mit der Vorlage zum Kurzfilm Foiled Again von Charles Lamont. In den folgenden Jahren schrieb er die Drehbücher und Vorlagen für zahlreiche sogenannte „Two Reeler“, also Kurzfilme, die aus zwei Filmrollen bestanden. 1936 wechselte er Autor in die Kurzfilmabteilung der Columbia Pictures und schrieb dort für Columbia–Stars wie The Three Stooges, Andy Clyde und Charley Chase.
Nach 15-jähriger Tätigkeit in der Kurzfilmabteilung und rund 100 verfassten Kurzfilmdrehbüchern begann Ullman 1951 als Autor von Drehbüchern für abendfüllende Spielfilme. Er schrieb bis zu seinem Eintritt in den Ruhestand 1966 die Vorlagen von knapp 50 Filmen und Fernsehserien.
Bei der Oscarverleihung 1957 war er gemeinsam mit Edward Bernds – versehentlich – für den Oscar für die beste Originalgeschichte nominiert, und zwar für die Filmkomödie High Society (1955) von William Beaudine mit Leo Gorcey, Huntz Hall und Bernard Gorcey aus der sogenannten The-Bowery-Boys-Filmreihe. Dabei handelte es sich jedoch um ein Versehen: Eigentlich hätte John Patrick für erst 1956 erschienenen Film Die oberen Zehntausend von Charles Walters mit Bing Crosby, Grace Kelly und Frank Sinatra nominiert werden sollen, es kam aber zu einer Verwechslung mit einem gleichnamigen Film, an dem Ullman und Bernds beteiligt waren. Die Nominierung wurde daraufhin zurückgezogen. Bernds und Ullman verzichteten daraufhin auf die offizielle Nominierung und auch die Nominierung von Patrick wurde zurückgenommen.
1961 war Ullman mit Noel Langley für Schneewittchen & The Three Stooges (Snow White and the Three Stooges, 1961) von Walter Lang mit den drei Stooges (Moe Howard, Larry Fine und Joe DeRita) sowie Carol Heiss, Edson Stroll und Patricia Medina für den von der Writers Guild of America vergebenen WGA Award für das beste amerikanische Musical nominiert.

## Filmografie (Auswahl)
- 1932: Foiled Again (Kurzfilm)
- 1937: Gracie at the Bat (Kurzfilm)
- 1939: We Want Our Mummy (Kurzfilm)
- 1940: A Plumbing We Will Go (Kurzfilm)
- 1941: Ready, Willing But Unable (Kurzfilm)
- 1943: A Maid Made Mad (Kurzfilm)
- 1944: Ghost Catchers
- 1946: Idea Girl
- 1948: Silly Billy
- 1950: Brooklyn Buckaroos
- 1951: Der Prügelknabe (The Stooge)
- 1952: Seemann paß auf (Sailor Beware)
- 1954: Wer lacht – fliegt raus (The Bowery Boys Meet the Monsters)
- 1954: The Lone Ranger (Fernsehserie)
- 1955: High Society
- 1959: Den letzten beißen die Hunde (Battle Flame)
- 1959–1960: Lassie
- 1962: Haut den Herkules (The Three Stooges Meet Hercules)
- 1965: Goldfoot und seine Bikini-Maschine (Dr. Goldfoot and the Bikini Machine)